# Будівля 2-ї міської лікарні (Харків)
Будівля 2-ї міської лікарні (Харків) — історична будівля та частина комплексу Комунального некомерційного підприємства «Міська клінічна лікарня № 2 імені проф. О. О. Шалімова» Харківської міської ради, розташована у Харкові за адресою проспект Героїв Харкова, 197.

## Історія
Першого червня 1898 року Харківська міська дума ухвалила рішення про будівництво другої міської лікарні, що мало стати початком створення великого лікарняного комплексу. Через високі ціни на приватні земельні ділянки міська управа обрала для будівництва безкоштовну ділянку на околиці міста, на вулиці Корсиковській.
Первинний проєкт лікарні був розроблений архітектором Г. М. Шторхом, а після його смерті — Б. Н. Коришенком. На будівництво закладу на 100 ліжок було виділено 118 901 рубль 80 копійок. Основну будівлю закінчили у 1896 році, однак через нестачу фінансування роботи затрималися і були завершені у 1900 році.
15 березня 1900 року лікарня була офіційно відкрита. У 1901 році за указом імператора Миколи II лікарня отримала назву «Миколаївська» на честь одужання монарха. У 1904 році до основної будівлі прибудували платну лікарню на 50 ліжок імені М. Х. і Ж. Д. Гельферіх, а територію лікарні частково озеленили привезеними деревами (серед яких сосна, дуб, каліфорнійський клен і ясен).
У 1901—1909 роках на території лікарні збудували кам'яні бараки для інфекційних хворих, кухню, комори, приміщення для худоби, встановили водопостачання, парове опалення і пароформалінову дезінфекційну камеру.
У 1912 році відкрито пологове відділення. Після звільнення Харкова від денікінських військ у 1919 році заклад отримав назву «2-га Радянська лікарня», а з 1922 року — «2-га Радянська лікарня імені Жовтневої революції». У цей період лікарня активно розвивалась: відкривалися поліклініки, диспансери, запроваджували новітні методи лікування.
У 1952 році розпочався процес розукрупнення лікарні, внаслідок чого були створені окремі медичні установи. У 1960-х роках відкрито нові профільні відділення, встановлено перший в Україні апарат «штучна нирка», а заклад став однією з провідних міських клінічних лікарень.
У 1970–1980-х роках організовано міжобласний токсикологічний центр, відкрито ендокринологічне відділення, розширено хірургічні послуги.
У 1989 році заклад отримав назву Центральної районної лікарні Московського району Харкова, а з 1995 року — міська лікарня № 2 Московського району. У 2002 році заклад був перейменований на Харківську міську клінічну лікарню № 2.
У 2016 році лікарня отримала ім'я професора О. О. Шалімова, видатного українського хірурга. У 2018 році заклад було реорганізовано в Комунальне некомерційне підприємство.

## Матеріально-технічна база
У 2018 році було здійснено капітальний ремонт харчоблоку, ліфта та гаража, а також придбано сучасне медичне обладнання, зокрема апарат штучної вентиляції легенів, ендоскопічну техніку тощо.